# 亞利桑那州學院和大學列表
以下是亞利桑那州目前运营的公立和私立高等教育机构列表。
- 鳳凰城大學（University of Phoenix）
- 西方國際大學（Western International University）
- 大峽谷大學（Grand Canyon University）
- 德外爾理工學院（DeVry Institute of Technology）。
- 亞利桑那大學（University of Arizona）——位於土桑（一译图桑）
- 北亞利桑那大學（Northern Arizona University）——位於旗竿市（Flagstaff）
- 亞利桑那州立大學（Arizona State University）——位於坦佩
- 雷鳥國際管理學院（Thunderbird School of Global Management）——位於格蘭代爾